# Betelu
Betelu ist eine aus zahlreichen Dörfern und Weilern bestehende Gemeinde (Municipio) mit 383 Einwohnern (Stand: 2024) im baskischsprachigen Norden von Navarra in Spanien. 

## Lage
Betelu liegt etwa 39 Kilometer südlich von Donostia-San Sebastián und etwa 51 Kilometer nordwestlich von Pamplona in einer durchschnittlichen Höhe von 240 m. 

## Kultur und Sehenswürdigkeiten

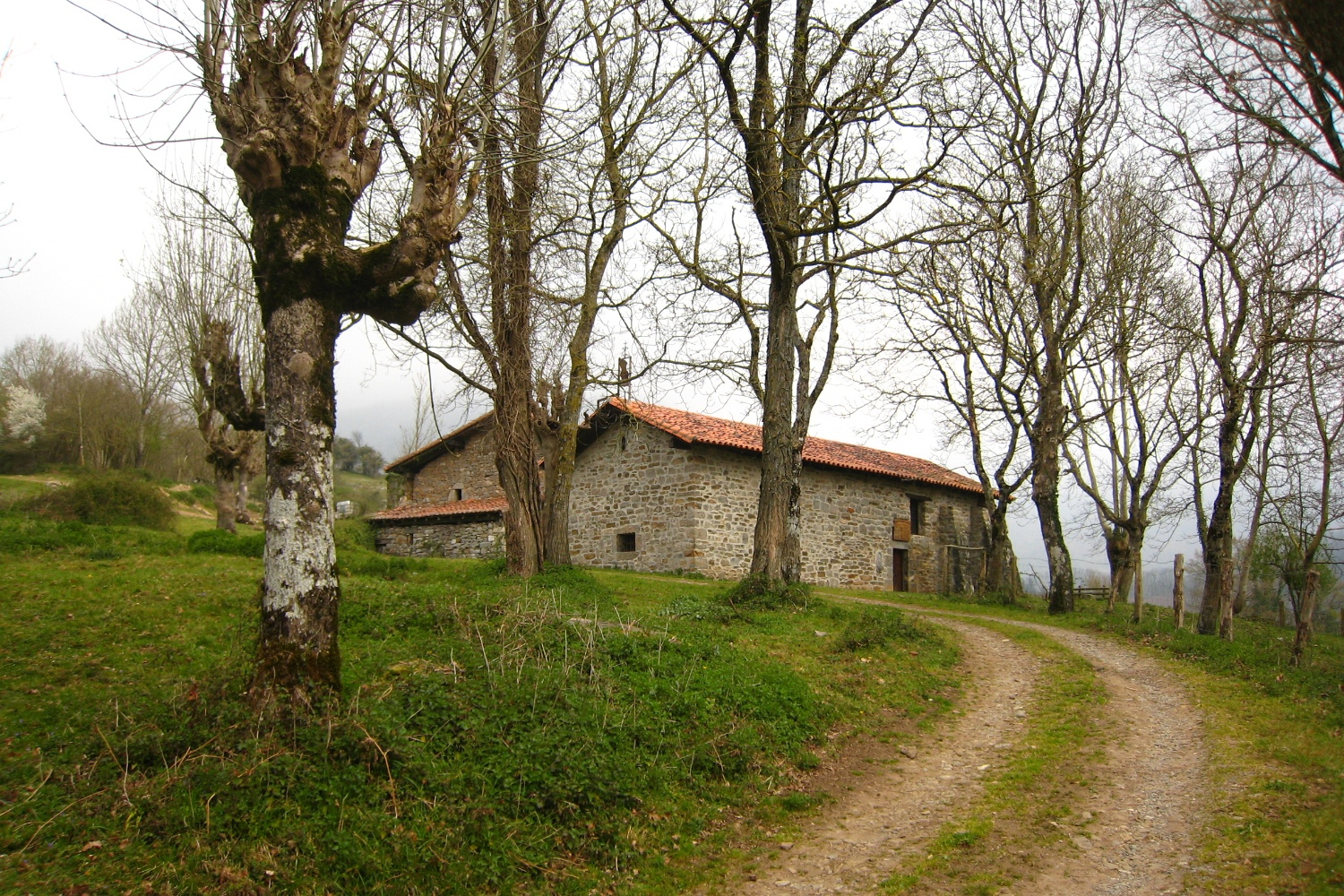
Donatuskirche

- Donatuskirche